# Громник (гмина)
Громник (пол. Gromnik) — сельская гмина (волость) в Польше, входит как административная единица в Тарнувский повет, Малопольское воеводство. Население — 8316 человек (на 2004 год).

## Демография
| Перепись                       | Всего   | Всего | Женщины | Женщины | Мужчины | Мужчины |
| ------------------------------ | ------- | ----- | ------- | ------- | ------- | ------- |
| Единицы                        | человек | %     | человек | %       | человек | %       |
| Население                      | 8316    | 100   | 4147    | 49,9    | 4169    | 50,1    |
| Плотность населения (чел./км²) | 119,1   | 119,1 | 59,4    | 59,4    | 59,7    | 59,7    |

## Сельские округа
1. Бжозова
2. Хойник
3. Голянка
4. Громник
5. Полихты
6. Жепенник-Марцишевски
7. Семехув

## Соседние гмины
1. Гмина Ченжковице
2. Гмина Плесьна
3. Гмина Жепенник-Стшижевски
4. Гмина Тухув
5. Гмина Закличин